# 钱江 (导演)
钱江（1919年7月1日—2001年3月26日），男，浙江湖州人，中国电影摄影艺术家。曾任第五、六、七届全国政协委员、中国电影家协会荣誉理事。

## 生平
钱江于1919年7月1日出生于北京，原名钱镗，父亲钱壮飞，母亲张振华。自幼在北京读书，1930年随父至南京。1931年，顾顺章叛变后，作为中共间谍的其父钱壮飞逃离南京，自此与家人失散，钱江辗转于上海、南洋等地。1937年9月，钱江考入武昌艺专西画系学习绘画，不久学校停办，钱江进入中国电影制片厂学习电影录音。
1941年，在周恩来的安排下，钱江与弟弟钱锽前往延安，进入鲁迅艺术学院美术系学习。1945年经李克农、李磊介绍加入中国共产党，同年调入延安电影团工作。1949年进入东北电影制片厂担任摄影师，参与了《中华儿女》、《白毛女》的拍摄。
1951年，钱江与妻子史平一同调入上海电影制片厂。1954年被派至莫斯科电影制片厂学习彩色电影摄像，1956年回国进入北京电影制片厂。后参与了《祝福》、《林家铺子》、《革命家庭》、《一天一夜》、《洪湖赤卫队》、《阿娜尔罕》、《草原雄鹰》一系列影片的拍摄。1974年，钱江导演了由谢铁骊根据小说《海岛女民兵》改编的影片《海霞》，并自任摄影。之后导演了电影《报童》、《他们在相爱》、《金陵之夜》等。
2001年3月26日晚，钱江因心肌梗死去世。